# Inmarsat

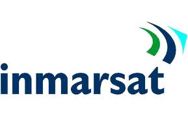

Inmarsat es una compañía con sede en Reino Unido que provee soluciones de Servicios Satelitales Móviles (SSM). Originalmente fue fundada como una Organización Intergubernamental. Inmarsat cuenta con una constelación de 12 satélites Geoestacionarios con lo cual tiene una cobertura de casi todo el planeta, exceptuando los polos Norte y Sur. 
Las soluciones de Inmarsat están orientadas a áreas fuera de cobertura de sistemas de comunicación tradicional y entre sus usuarios principalmente se destacan agencias gubernamentales, organismos internacionales, empresas de Petróleo y Gas, Minería, transporte marítimo, entre otros. Inmarsat no atiende clientes directos sino a través de su red mundial de distribuidores.

## Características principales
Los satélites de la nueva generación de Inmarsat F1, F2 y F3 también conocidos como los satélites I4 (cuarta generación de satélites de Inmarsat), están dentro de la lista de satélites comerciales de telecomunicación más grandes lanzados. Con solo estos tres satélites, los servicios Inmarsat basados en los satélites I4 tienen una cobertura de más del 90 % de la superficie terrestre.
Los servicios de Inmarsat incluyen tradicionalmente llamadas de voz, telemetría y transmisión de banda ancha. 
El producto más reciente de Inmarsat es el teléfono satelital IsatPhone Pro, el cual comenzó su servicio global en junio de 2010. Es el primer teléfono tipo «handheld» fabricado por Inmarsat. Sus principales ventajas sobre sus principales competidores Iridium y Globalstar son tener un GPS incorporado, una batería de Ion-Litio de hasta 100 horas en espera, servicios bluetooth y ser la terminal más robusta contando un grado de protección IP 54.

## Banda ancha
Las terminales de banda ancha Broadband Global Area Network (BGAN) permiten transmisiones de datos de hasta 492 kbit/s en terminales que van desde el tamaño de una notebook pequeña y con peso desde 0.9 kg. así no más El coste estimado de una llamada utilizando los sistemas de Inmarsat son de 1,49 $ por minuto y los de transmisión de banda ancha de 6.00 USD por megabyte. 
Fleet Broadband está pensado para flotas.

## Satélites
| Satélite                                                                      | Cobertura            | Cobertura            | Lanzamiento          | Lanzamiento             | Servicios / Notas                                     |
| Satélite                                                                      |                      | Longitud             | Vehículos            | Fecha (GMT)             | Servicios / Notas                                     |
| Satélites Inmarsat-4                                                          | Satélites Inmarsat-4 | Satélites Inmarsat-4 | Satélites Inmarsat-4 | Satélites Inmarsat-4    | Satélites Inmarsat-4                                  |
| ----------------------------------------------------------------------------- | -------------------- | -------------------- | -------------------- | ----------------------- | ----------------------------------------------------- |
| Inmarsat-4 F1                                                                 | APAC                 | 143.5° Este          | Atlas V              | 11 de marzo de 2005     | Servicios BGAN, GSPS y de alquiler de ancho de banda. |
| Inmarsat-4 F2                                                                 |                      | 64° Este             | Proton-M/Briz-M      | 8 de noviembre de 2005  | Servicios BGAN, GSPS y de alquiler de ancho de banda. |
| Inmarsat-4 F3                                                                 | AMER                 | 98° Oeste            | Protón               | 18 de agosto de 2008    | Servicios BGAN y de alquiler de ancho de banda.       |
| Inmarsat-4A F4 (AlphaSat)                                                     | EMEA                 | 25° Este             | Ariane 5 ECA         | 25 de julio de 2013     | Servicios BGAN y de alquiler de ancho de banda.       |
| Satélites Inmarsat-3                                                          |                      |                      |                      |                         |                                                       |
| Inmarsat-3 F1                                                                 |                      | 141° Este            | Atlas Centaur IIA    | 3 de abril de 1996      | Servicios de voz y datos hasta 2.4 kbit/s.            |
| Inmarsat-3 F2                                                                 |                      | 18° Este             | Protón D-1-E         | 6 de septiembre de 1996 | Servicios de voz y datos hasta 2.4 kbit/s.            |
| Inmarsat-3 F3                                                                 |                      | 178° Este            | Atlas Centaur IIA    | 18 de diciembre de 1996 | Servicios de voz y datos hasta 2.4 kbit/s.            |
| Inmarsat-3 F4                                                                 |                      | 129° Oeste           | Ariane 4 (V97)       | 3 de junio de 1997      | Servicios de alquiler de ancho de banda.              |
| Inmarsat-3 F5                                                                 | AORE                 | 54° Oeste            | Ariane 4 (V105)      | 4 de febrero de 1998    | Servicios de voz y datos hasta 2.4 kbit/s.            |
| Satélites Inmarsat-2 (Empleados principalmente en alquiler de ancho de banda) |                      |                      |                      |                         |                                                       |
| Inmarsat-2 F1                                                                 |                      |                      | Delta II             | 30 de octubre de 1990   | Retirado el 19 de abril de 2013                       |
| Inmarsat-2 F2                                                                 |                      |                      | Delta II             | 8 de marzo de 1991      | Retirado en diciembre de 2014                         |
| Inmarsat-2 F3                                                                 |                      |                      | Ariane 44L           | 16 de diciembre de 1991 | Retirado en 2006                                      |
| Inmarsat-2 F4                                                                 |                      |                      | Protón               | Abril de 1992           | Retirado en 2012                                      |

## Código identificador de Inmarsat
Desde el 2008 todas las líneas de Inmarsat cuentan con el código país 870.